# Битка при Керч
Битката при Керч водят съветски и немско-румънски войски през май 1942 г. по време на Втората световна война. Завършва с тежко поражение на Червената армия, която губи Керченския полуостров и възможността да помогне на обсадения Севастопол.

## Предпоставки
Предпоставките за битката започват да се оформят през есента на 1941 г., когато германските войски овладяват почти целия Кримски полуостров (без крепостта Севастопол). В последните дни на годината съветското главно командване (Ставка на Върховното главно командване) стоварва в източния край на Крим, при Феодосия и Керч, 40-хиляден десант. Първоначалната му задача – да отслаби немския натиск върху Севастопол, е постигната. Впоследствие Ставката съсредоточава значителни сили на овладения Керченски полуостров и се готви да изгони немците от целия Крим, но съветската офанзива, започната в края на февруари 1942 г., се проваля.

## Битката
С директива до германските войски на Източния фронт от 5 април 1942 г. Хитлер поставя ликвидирането на съветския плацдарм в Керч като една от задачите, които трябва да бъдат изпълнени преди решителното настъпление на Вермахта към Сталинград и Кавказ.
На 8 май германската 11-а армия на генерал Ерих фон Манщайн (осем дивизии, в т. ч. една танкова и две румънски, и допълнителни части) предприема офанзива на Керченския полуостров срещу съветските войски от Кримския фронт (седемнадесет дивизии, четири танкови бригади и др. части под командването на генерал Дмитрий Козлов и надзора на представителя на главното командване Лев Мехлис). Противно на очакванията на своя противник, Манщайн нанася главния удар в южния участък на съветската отбрана, при Парпач (откъм Черно море). След немския пробив от юг главните съветски сили, дислоцирани в центъра и на северния участък на фронта, са обкръжени и унищожени от немско-румънските сили с помощта на авиацията. Град Керч е превзет на 16 май. Битката завършва пет дни по-късно. Остатъците от съветските войски (малко над 116 000 души) са евакуирани по море на Таманския полуостров. Няколко хиляди съветски бойци се сражават до края на октомври в каменоломните при Аджимушкай.
- Карта на бойните действия на Керченския полуостров, 8 – 20 май 1942 г. (от РККА, 5.4.2008)

## Резултат от битката
В резултат на битката при Керч съветската армия понася сериозни човешки и материални загуби. Пленени са между 150 000 и 176 000 души, повече от 1100 оръдия, над 250 танка и друга бойна техника. Жертвите от германска страна са 7500. Потенциалната заплаха за южния фланг на Вермахта е отстранена и се създават предпоставки за настъплението му към Кавказ (виж Битка при Сталинград).